# Département de la Santé et de la Protection sociale (Royaume-Uni)
Pour les articles homonymes, voir Département de la Santé.
Le département de la Santé et de la Protection sociale (en anglais Department of Health and Social Care, DHSC) est un département exécutif ministériel du gouvernement du Royaume-Uni chargé de la Santé.

## Historique
Le département de la Santé - alors dénommé Department of Health (DH) - fut créé en 1988, par l'« ordre transfert des fonctions » (Transfer of Functions Order) de l'ancien DHSS (Department of Health and Social Security) qui fut alors scindé en deux (par la suite, le département de la Sécurité sociale sera dissous en 2001 et précédemment le département du Travail et des Retraites).
En 2018, à l'issue du remaniement ministériel du cabinet britannique, il a été renommé en département de la Santé et de la Protection sociale (DHSC).

## Missions
Il est responsable de la gouvernance du National Health Service (NHS).

## Autorités administratives indépendantes
Le département de la Santé et de la Protection sociale agit comme un intendant et supervise 15 autorités administratives indépendantes.

### Agences exécutives
Le Département supervise deux agences exécutives :
- Medicines and Healthcare products Regulatory Agency (MHRA)
- Public Health England

### Non-departmental public body
Le Département supervise sept Non-departmental public body:
- National Institute for Health and Care Excellence(NICE)
- NHS England (en)
- Monitor (NHS) (en)
- Human Fertilisation and Embryology Authority (en)
- Human Tissue Authority (en)
- Health and Social Care Information Centre (en)
- Commission de Quallité du soin (en)(Care Quality Commission-CQC)

### Autorités de Santé Spécifiques (Special Health Authorities)
Le Département a six NHS special health authority (en).
- Health Education England (en)
- Health Research Authority (en)
- NHS Blood and Transplant (en)
- NHS Business Services Authority (en)
- NHS Litigation Authority (en)
- NHS Trust Development Authority (en)